# Präsidentschafts- und Parlamentswahl in Ecuador 2009
Die Präsidentschafts- und Parlamentswahl in Ecuador 2009 fand am 26. April statt. Bei ihr wurden der Präsident der Republik und die Mitglieder der Nationalversammlung gewählt.
Rafael Correa wurde mit 51,99 Prozent der Stimmen im ersten Wahlgang für eine weitere Amtszeit als Präsident Ecuadors wiedergewählt.

## Kandidaten
Bei der Wahl traten acht Kandidaten an. Die Wiederwahl des amtierenden Staatschefs Rafael Correa und seiner Partei Movimiento PAÍS galt schon früh als sehr wahrscheinlich. Andere Kandidaten waren Lucio Gutiérrez (Partido Sociedad Patriótica), Álvaro Noboa (Partido Renovador Institucional Acción Nacional), Martha Roldós (Red Ética y Democracia), Melba Jácome (Movimiento Tierra Fértil), Carlos Gonzáles (Movimiento Justo y Solidario), Diego Delgado (Movimiento Integración y Transformacion Social) und Carlos Sagñay (Movimiento Triunfo Mil).

## Ergebnis

### Präsidentschaftswahl
| Kandidaten                                                   | Kandidaten            | Parteien                                        | Stimmen    | %    |
| ------------------------------------------------------------ | --------------------- | ----------------------------------------------- | ---------- | ---- |
|                                                              | Rafael Correa         | Alianza PAÍS                                    | 3.586.439  | 52,0 |
|                                                              | Lucio Gutiérrez       | Partido Sociedad Patriótica                     | 1.947.830  | 28,2 |
|                                                              | Álvaro Noboa          | Partido Renovador Institucional Acción Nacional | 786.718    | 11,4 |
|                                                              | Martha Roldós         | Red Ética y Democracia                          | 298.765    | 4,3  |
|                                                              | Carlos Sagñay         | Movimiento Triunfo Mil                          | 108.079    | 1,6  |
|                                                              | Melba Jácome          | Movimiento Tierra Fértil                        | 93.146     | 1,4  |
|                                                              | Diego Delgado Jara    | Movimiento Integración y Transformacion Social  | 43.221     | 0,6  |
|                                                              | Carlos Gonzáles       | Movimiento Independiente Justo y Solidario      | 33.714     | 0,5  |
| Gesamt                                                       | Gesamt                | Gesamt                                          | 6.897.912  | 100  |
|                                                              |                       |                                                 |            |      |
| Leere Stimmzettel                                            | Leere Stimmzettel     | Leere Stimmzettel                               | 534.149    | 6,7  |
| Ungültige Stimmzettel                                        | Ungültige Stimmzettel | Ungültige Stimmzettel                           | 496.687    | 6,3  |
| Wähler                                                       | Wähler                | Wähler                                          | 7.928.748  | 75,3 |
| Wahlberechtigte                                              | Wahlberechtigte       | Wahlberechtigte                                 | 10.529.765 |      |
|                                                              |                       |                                                 |            |      |
| Quelle: CNE, Elecciones presidenciales del Ecuador 1948–2017 |                       |                                                 |            |      |

### Parlamentswahl
| Partei | Partei                                                                     | Sitze |
| ------ | -------------------------------------------------------------------------- | ----- |
|        | Movimiento PAÍS (AP)                                                       | 59    |
|        | Partido Sociedad Patriótica 21 de Enero (PSP)                              | 19    |
|        | Movimiento Cívico Madera de Guerrero (MG)                                  | 7     |
|        | Partido Renovador Institucional Acción Nacional (PRIAN)                    | 7     |
|        | Movimiento Popular Democrático (MPD)                                       | 5     |
|        | Movimiento Municipalista por la Integridad Nacional (MMIN)                 | 5     |
|        | Partido Social Cristiano (PSC)                                             | 4     |
|        | Pachakutik (PK)                                                            | 4     |
|        | Partido Roldosista Ecuatoriano (PRE)                                       | 3     |
|        | Izquierda Democrática (ID)                                                 | 2     |
|        | Partido Socialista – Frente Amplio (PS-FA)                                 | 1     |
|        | Concertación (MCND)                                                        | 1     |
|        | Movimiento Independiente Obras son Amores (MIOSA)                          | 1     |
|        | Movimiento Social Conservador (MSC)                                        | 1     |
|        | Movimiento Autonómico Regional (MAR)                                       | 1     |
|        | Acción Regional por la Equidad – Alianza Popular Latinoamericana (ARE-APL) | 1     |
|        | Movimiento Independiente Unidos por Pastaza (MIUP)                         | 1     |
|        | Movimiento Político Independiente Amauta Yuyai (MPIAY)                     | 1     |
|        | Conciencia Ciudadana (CC)                                                  | 1     |
| Total  | Total                                                                      | 124   |